# Konrad-Adenauer-Platz (Düsseldorf)
Der Konrad-Adenauer-Platz ist ein Platz in Düsseldorf-Stadtmitte. Er liegt auf der West- bzw. Innenstadtseite des Düsseldorfer Hauptbahnhofs und fungiert als Bahnhofsvorplatz. Benannt wurde der Platz nach Konrad Adenauer, dem ersten Bundeskanzler der Bundesrepublik Deutschland.

## Verkehr
Auf den Platz münden von Nordosten die vom Worringer Platz kommende Worringer Straße, von Süden die Harkortstraße, von Südwesten die Graf-Adolf-Straße sowie von Nordwesten die Bismarckstraße, die Friedrich-Ebert-Straße und die Immermannstraße. Als Vorplatz des Düsseldorfer Hauptbahnhofs wird er durch Straßenbahn-Haltestellen der Rheinbahn, durch Bushaltestellen, Taxivorfahrten, Bike-and-ride-Anlagen und Parkplätze sowie von Fußgängern geprägt, da die Platzanlage als einer der Hauptknotenpunkte des Öffentlichen Personennahverkehrs der Landeshauptstadt genutzt wird. Unterquert wird der Platz vom Innenstadttunnel der Stadtbahn Düsseldorf.

## Geschichte
Die Geschichte des Platzes ist eng mit der Entwicklung des Hauptbahnhofs Düsseldorf und seines historischen Vorgängers, des Alten Hauptbahnhofs, verflochten. Dieser wurde am 1. Oktober 1891 als Düsseldorfer Zentralbahnhof eröffnet, nachdem es im Zuge der Stadtentwicklung, insbesondere der Entwicklung der Friedrichstadt, notwendig geworden war, den Bergisch-Märkischen Bahnhof der Düsseldorf-Elberfelder Eisenbahn-Gesellschaft am Graf-Adolf-Platz und den Köln-Mindener Bahnhof der Köln-Mindener Eisenbahn-Gesellschaft am Südende der Königsallee aufzugeben. Ein Gutachten von Josef Stübben aus dem Jahr 1885 hatte unter anderem die Verlegung der alten Bahnhöfe und die Entwicklung eines Systems von „Stübben-Ringen“ vorgeschlagen, in dessen Ring-, Radial- und Diagonalstraßenkonzept der Bahnhofsvorplatz eine Knotenfunktion übernehmen sollte. Mit dem neuen Zentralbahnhof entstand der Wilhelmplatz, benannt nach Kaiser Wilhelm I., als wilhelminischer Schmuckplatz. Schrittweise wurden dessen Platzkanten mit mehrgeschossigen, historistisch gestalteten Geschäftsbauten gebildet: Kaiserliches Postamt (1897–1912), Hotel „Düsseldorfer Hof“ (1901), Hansahaus (1900–1902), Ludwig-Loewe-Haus (1911).

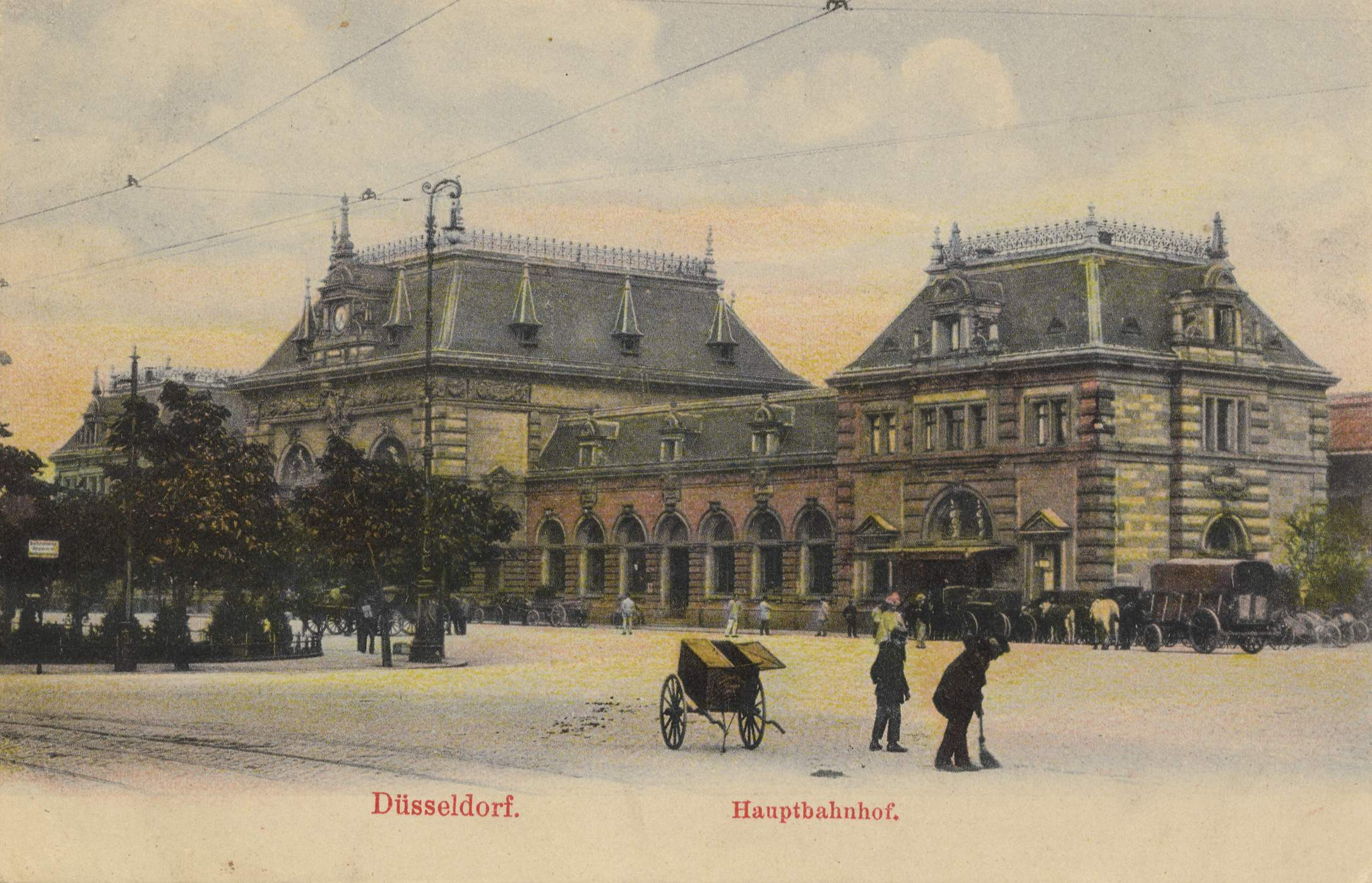
Wilhelmplatz mit altem Bahnhofsgebäude, Postkartenmotiv um 1900

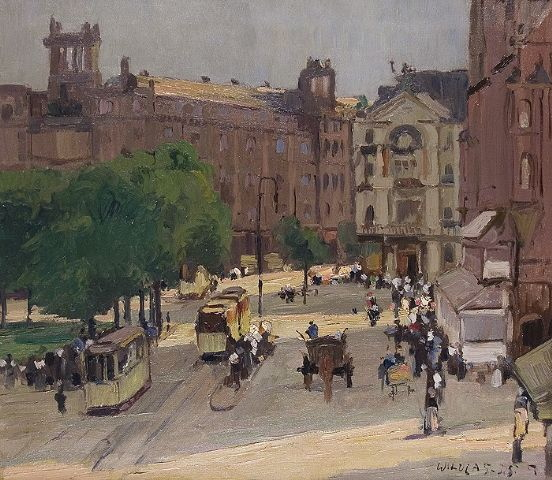
Am Wilhelmplatz, Ansicht des heutigen Konrad-Adenauer-Platzes mit dem Hansahaus nach einem Gemälde von Willy Lucas aus dem Jahr 1917

Mit dem Neubau des Düsseldorfer Hauptbahnhofs (1932–1936) erhielt der Platz auf seiner Ostflanke eine Umgestaltung durch eine sachliche Backsteinfassade mit Turm. Während des Zweiten Weltkriegs wurden durch den Luftangriff vom 12. Juni 1943 viele Gebäude an seinen Rändern beschädigt und zerstört. An der Südwestseite des Platzes setzte ein rascher Wiederaufbau im Stil der Nachkriegsmoderne ein, nach Nordwesten hin blieben viele Grundstücke bis in die 1980er Jahre hinein unbebaut bzw. wurden als Stellplatzflächen genutzt. Der Platz selber wurde im Zuge der Verkehrsentwicklung immer stärker für Zwecke des Öffentlichen Nahverkehrs um- und ausgebaut.

## Kunst
An der Westseite des Platzes, an der Mündung der Friedrich-Ebert-Straße, steht seit Anfang der 2000er Jahre auf einer Litfaßsäule die Figur Fotograf, die der Bildhauer Christoph Pöggeler im Rahmen seines Werkzyklus Säulenheilige schuf. Auf dem Vordach des Haupteingangs zum Hauptbahnhof wurde im Sommer 2018 der Beulenmann der Bildhauerin Paloma Varga Weisz platziert.